# Ueli Bodenmann
Pour les articles homonymes, voir Bodenmann.
Ueli Bodenmann, né le 14 mars 1965 à Saint-Gall, est un rameur suisse.

## Biographie
Ueli Bodenmann participe à l'épreuve de deux de couple avec Beat Schwerzmann aux Jeux olympiques d'été de 1988 à Séoul et remporte la médaille d'argent. Lors des Jeux olympiques d'été de 1992 à Barcelone, il concourt dans l'épreuve de quatre de couple, et se classe quatrième. Engagé dans la même épreuve en Jeux olympiques d'été de 1996 à Atlanta, il termine cinquième.